# Десанка Ранђеловић
Десанка Ранђеловић (Влахово, 1954) српска је песникиња. Њене песме заступљене су неколико антологија ромске поезије, али је до сада објавила само једну самосталну збирку под насловом У снопу песме.

## Биографија
Десанка Ранђеловић рођена је 1954. године у Влахову код Житорађе. Предаје српски језик у основној школи у Малој Плани. Живи у селу Мршељ код Велике Плане Топличке.

## Књижевни рад
Десанка објављује песме од 1985. у многим листовима и часописима (Савременост, Народне новине, Топличке новине, Стиг, Дечје новине, Ненасиља, Ромске новине). Заступљена је у неколико антологија и зборника ромске поезије, али је објавила само једну самосталну збирку поезије. Превела је на ромски језик Буквар дечјих права Љубивоја Ршумовића.
Прву и за сада једину књигу, песничку збирку У снопу песме, Десанка Ранђеловић објавила је 2002. године. Предговор за ову књигу написао је Мома Димић.